# Броунівське дерево

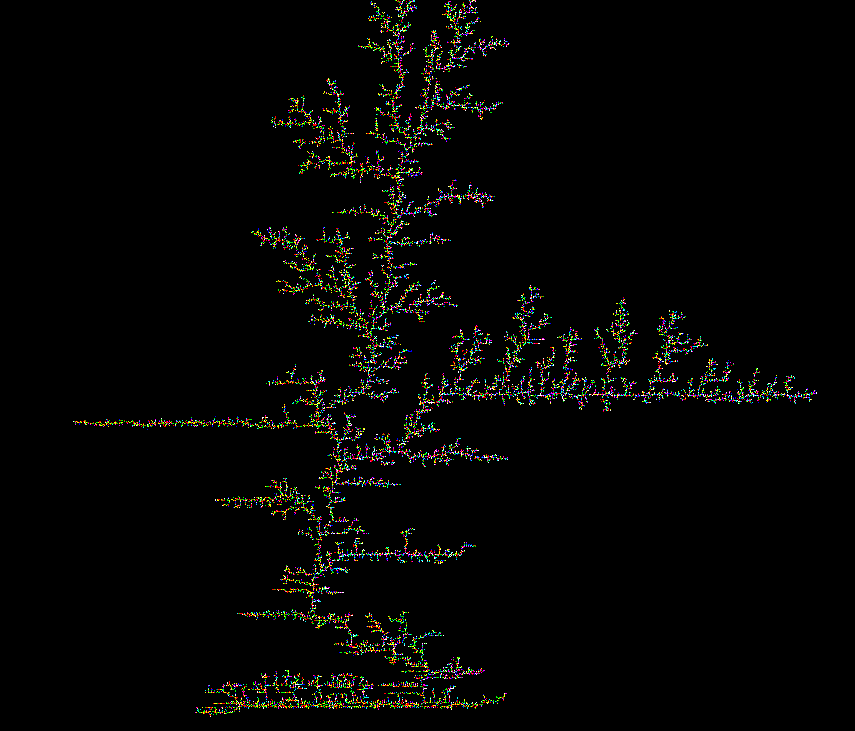
Приклад броунівського дерева

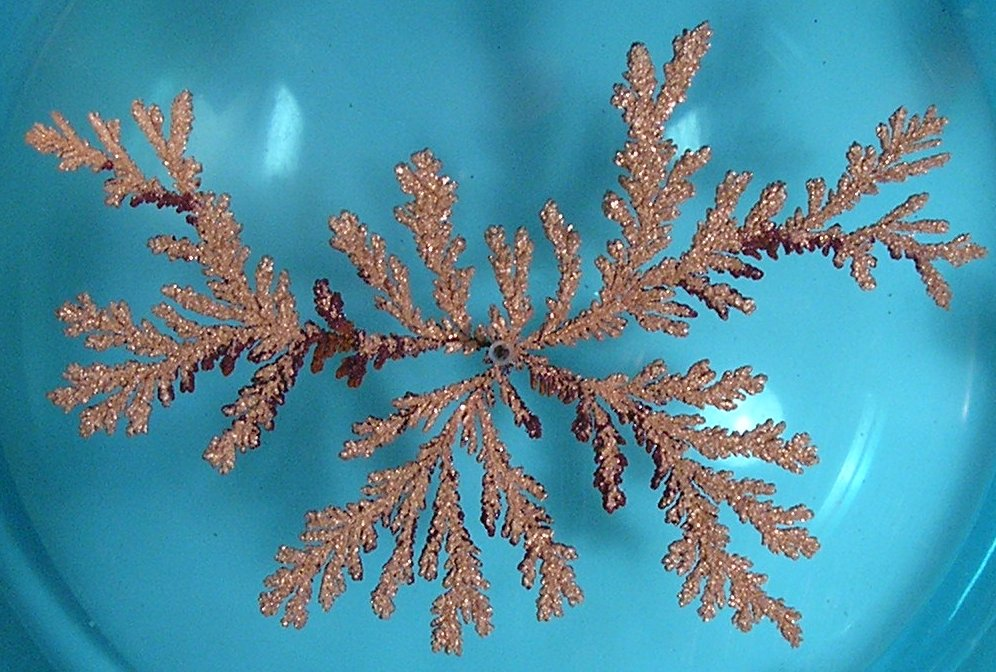
Броунівське дерево, вирощене з мідного купоросу

Броунівське дерево — дерево, створене під впливом фізичного процесу, відомого як агрегація обмежена дифузією.
Їх моделювання — форма комп'ютерного мистецтва, яке стало популярним в 90-тих, коли персональні комп'ютери стали достатньо потужними для моделювання броунівського руху.
Комп'ютерна модель агрегації обмеженої дифузією являє собою поле, що заповнене частинками, які здійснюють хаотичні рухи. В поле поміщають центр агрегації, до якого «прилипає» кожна частинка, яка випадково його торкнулась, і починається ріст конгломерату частинок — фрактального кластера. В моделюванні зазвичай використовують лише одну рухому частинку.
У дерева що отримується можуть бути різні форми, які залежать від:
- позиції центру агрегації
- початкового положення рухомої частинки
- алгоритму моделювання броунівського руху.

При зміні кольору частинки між ітераціями можна створювати різноманітні колірні ефекти.
В період популярності цього мистецтва середній персональний комп'ютер витрачав години і навіть дні для створення маленького дерева. Сучасні ПК можуть створювати дерева з тисяч частинок за лічені секунди.
Також подібні дерева можуть вирощуватись в камері електролітичного осадження. Їх форма теж пояснюється агрегацією, що обмежена дифузією.